# Трудолюбівка (Доманівська селищна громада)
Трудолю́бівка —  село в Україні, в Доманівській селищній громаді Вознесенського району Миколаївської області. Населення становить 61 осіб. Колишній орган місцевого самоврядування — Щасливська сільська рада.

## Населення

### Мова
Розподіл населення за рідною мовою за даними перепису 2001 року:
| Мова            | Кількість | Відсоток |
| --------------- | --------- | -------- |
| українська      | 54        | 88.53%   |
| російська       | 4         | 6.56%    |
| румунська       | 1         | 1.64%    |
| інші/не вказали | 2         | 3.27%    |
| Усього          | 61        | 100%     |